# Волощук Володимир Михайлович
Володимир Михайлович Волощук (нар. 2 квітня 1938, Давидківці, Чортківський район, Тернопільська область) — український геофізик, метеоролог, доктор фізико-математичних наук, професор Київського національного університету імені Тараса Шевченка.

## Біографія
Народився 2 квітня 1938 року в селі Давидківці Чортківського району Тернопільської області. Закінчив у 1962 році Львівський державний університет імені Івана Франка. У 1962–1965 роках працював на посадах інженера, старшого інженера Криворізького інституту «НДІ металургвентиляція». У 1965–1968 роках працював молодшим науковим співробітником Інституту прикладної геофізики (Обнінськ, Росія). Кандидатська дисерстація «Некоторые вопросы гидродинамики аэрозольной жидкости» захищена у 1966 році, докторська — у 1974. У 1968–1974 роках вчений секретар, завідувач лабораторії, завідувач відділу Інституту експериментальної метеорології (Обнінськ), у 1974–1989 роках заступник директора з наукової роботи. У 1989–1991 роках завідувач Київською науковою лабораторією Обнінського НВО «Тайфун». У 1991–1996 роках директор Українського науково-дослідного гідрометеорологічного інституту. У 1991–2002 роках завідувач кафедри метеорології та кліматології Київського університету. З 2002 року професор. З 2003 року головний науковий співробітник Українського науково-дослідного гідрометеорологічного інституту.

## Нагороди і відзнаки
Нагороджений Почесними грамотами: Міністерства екології та природних ресурсів України та Українського науково-дослідного гідрометеорологічного інституту у 2003 році.

## Наукові праці
Сфера наукових досліджень: параметризація турбулентної дифузії та фізико-хімічних перетворень антропогенних газоаерозольних домішок у граничному шарі атмосфери, перенесення вітром атмосферних аерозолів, побудова напівемпіричної теорії вікової трансформації глобальних та регіональних кліматичних полів, загальні питання екології, аналіз впливу антропогенних забруднень на загальний вміст озону в атмосфері та його варіації, реакція кліматичних умов Українии на глобальне потепління, яке може бути викликане антропогенним підсиленням глобального атмосферного парникового ефекту.
Основні праці:
- Введение в гидродинамику грубодисперсных аэрозолей. — М., 1975. (рос.).
- Кинетическая теория коагуляции. — М., 1984. (рос.).
- Глобальне потепління і клімат України: регіональні екологічні та соціально-економічні аспекти. — К., 2002.